# 드와이트 구든
드와이트 유진 구든(Dwight Eugene Gooden, 1964년 11월 16일 ~ )은 전 메이저 리그 뉴욕 메츠의 선수이다. 뛰어난 탈삼진 능력으로 닥터 K(Dr. K)라는 별명으로 불리기도 했다.
그는 신인 무렵부터 1980년대 중후반까지 내셔널 리그를 압도하는 최고의 투수 중 한 명이었으나, 마약과 알콜의 영향으로 빠른 성적 하락을 겪었다.

## 메이저 리그 시절

### 뉴욕 메츠 시절
1.선수 시절
1984년 4월 7일 휴스턴 애스트로스전에서 19세 4개월의 나이로 메이저 데뷔하여 5이닝 1실점으로 첫승을 올렸는데 5월 11일 로스앤젤레스 다저스전에서 4안타 11탈삼진으로 첫 완투이자 완봉승을 거뒀다.
전반전을 8승 5패 방어율 2.84에서 바로 올스타 게임에 사상 최연소로 선출되어 5회초 3타자 연속 탈삼진을 기록했는데 후반전에는 더욱 기세를 올려 9월 7일 1안타 11탈삼진, 9월 12일은 5안타 16탈삼진 무안타 볼넷으로 연속 완봉승을 거뒀다.
9월 17일 패한 경기 포함하여 2경기 연속 16탈삼진을 기록했는데 최종 결과는 7승 9패 평균 자책 2.60이었으며 276탈삼진을 기록하여 최다 탈삼진 타이틀을 차지했다.
1955년 허브 스코어가 세운 245탈삼진의 신인 기록을 29년 만에 경신했다.
그 해 말 신인왕을 수상하여 전년도 대릴 스트로베리에 이어 2년 연속으로 뉴욕 메츠의 선수가 수상하는 기록을 남겼다.
사이영 상 투표에서도 릭 서트클리프에 이어 2위에 올랐다.
1985년은 더욱 득세, 그 해 평균 자책 1점대를 유지했다.
8월 20일 샌프란시스코 자이언츠전에서 개인 최다인 16탈삼진으로 완봉승.
9월은 4승 0패 방어율 0.34을 기록했다.
최종 결과는 24승 4패 평균 자책 1.53.268탈삼진의 성적으로 최다승, 최다 탈삼진·최우수 방어율의 투수 3관왕을 사상 최연소로 달성했다.
이와 더불어, 리그 1위 16완투, 존 튜더에 이어 리그 2위인 8완봉승으로 사이영 상 투표에서 만장일치를 얻어 사상 최연소로 수상했다. 평균 자책은 1920년 이후 밥 깁슨이 1968년 기록한 1.12에 이은 역대 2위 기록이다.
구든은 20승 이상을 거둔 12번째 흑인 투수이자 언론은 아직 20세의 그에 대한 장래의 전당 입회까지 얘기도 하게 되었다.
1986년 올스타 게임에 3년 연속 선출되어 리그 선발 투수를 맡았지만, 3이닝 2실점으로 패전 투수가 됐다.
정규시즌에서는 17승 6패 평균 자책 2.84.200탈삼진을 기록.
팀은 108승 54패의 압도적인 힘으로 13년 만의 지구 우승을 한다.
휴스턴 애스트로스와의 리그 챔피언십 시리즈에서는 1차전에서 마이크 스콧, 5차전에서 놀런 라이언과 맞섰는데 승리는 기록하지 못했지만 팀은 4승 2패로 시리즈 챔피언 리그 제패.
보스턴 레드삭스와 맞붙은 월드시리즈에서는 2차전에서 로저 클레멘스와 맞붙어 5이닝 6실점, 5차전에서 5회에 중도 강판당할 때까지 4실점으로 패전 투수가 된다.
팀은 6차전에서 기적의 역전 끝내기 승리를 거뒀고 7차전에서도 승리하여 17년 만의 우승 영예를 챙겼다.
그러나, 구든은 우승 퍼레이드에 모습을 보이지 않아 구단은 "늦잠을 잤기 때문"이라고 밝혔으나 뒷날 코카인 복용 때문에 야단법석을 떤 것으로 밝혀졌다.
2. 마약 문제와 부상
그 동안 마약 사용의 소문은 있었지만, 확정한 것은 1987년 스프링 트레이닝 중에 코카인 양성 반응이 나왔을 때였다.
그는 4월 1일부터 6월 5일까지 출장 정지를 막기 위해 재활 센터에 들어가 복귀한 시점에서 시즌 3분의 1이 지났으나 15승 7패 평균 자책 3.21을 기록한다.
1988년에는 18승 9패 평균 자책 3.19의 성적으로 팀의 2년 만의 지구 우승에 공헌.
로스앤젤레스 다저스와의 리그 챔피언십 시리즈 1차전에서 그 해 59이닝 연속 무실점의 메이저 기록을 달성한 오렐 허샤이저와 대결하여 7이닝 4안타 10탈삼진 2실점으로 막았지만 뒤진 채 강판.
4차전에서도 8회까지 2실점했지만 9회 마이크 소시아에게 통한의 동점 2점 홈런을 얻어맞아 연장 12회 끝에 패했다.
결국 7차전에서 허샤이저에게 완봉패를 당하며 3승 4패로 탈락.
1989년은 어깨부상에 시달려 그 해 17경기에서 9승 4패 평균 자책 2.89과 자신 최하의 성적에 그쳐 연속 15승 이상이 5년에서 멈췄다.
1990년은 19승 7패 평균 자책 3.83.223탈삼진을 기록하고 일어섰으며 탈삼진은 팀 동료 데이비드 콘의 2.33에 이어 리그 2위였다.
1991년은 13승 7패 평균 자책 3.60을 기록하지만 8월 22일의 등판을 끝으로 부상 때문에 전력에서 이탈했다.
아울러, 그 해 두 동료들과 강간 혐의로 기소되지만 보도되지는 않았다.
1992년 평균 자책 3.67. 10승 13패.
자신의 패전 수가 두 자릿수에 이른 것도 처음이었다.
1993년에는 평균 자책 3.45. 12승 15패, 9월은 부상으로 등판하지 못했고 팀은 103패를 기록한 새 구단 플로리다 말린스에 이어 지구 최하위에 그쳤다.
그 해 시즌 중, 스포츠 일러스트레이티드지가 구든의 특집 기사를 집필하고 제목은 "From Phenom to Phantom(괴물에서 환상으로)"이었다.
1994년은 개막전에서 승리투수가 됐지만 시카고 커브스의 1번 타자 터피 로즈에게 첫 회부터 3타석 연속 홈런을 맞는 등 7실점했고 그 후 부진으로 마이너리그에 내려가며 그 해 성적은 3승 4패 평균 자책 6.31에 그쳤다.
이와 함께, 코카인 양성 반응이 나와 60일의 출전 정지 처분을 받는다.
그 기간 중 다시 양성 반응이 나와 다음 1995년에는 전 경기 출장 정지 처분을 받았다.
2번째 처분을 받은 다음날 아내 모니카는 구든이 침실에서 총알이 담긴 총을 머리에 돌리는 모습을 발견했다.
10월 24일 자유 계약 선수가 됐다.

### 뉴욕 양키스 시절
1996년 2월 20일 뉴욕 양키스와 계약 전 동료이자 역시 재능에 둘러싸여 마약 문제로 성적이 떨어진 스트로베리와 다시 동료가 됐다.
공백의 영향 탓인지 4월은 0승 3패 평균 자책 8.38로 한때 방출 위기에 놓였지만 5월 14일 시애틀 매리너스전에서 노히트 노런을 달성했고 11승 7패 평균 자책 5.01로 3년 만의 두자릿수 승리를 거뒀으며 팀은 15년 만의 지구 우승을 했지만 포스트 시즌의 로스터에 등록되지 않았다.
1997년 9승을 따내며 팀의 와일드 카드 진출에 공헌했고 클리블랜드 인디언스와의 디비전시리즈 4차전에서 허샤이저와 오랜만에 선발 맞대결. 6회 중도 강판하기 전까지 1실점으로 막았지만 팀은 끝내기 패배를 당했으며 결국 2승 3패로 탈락했다.

### 클리블랜드 인디언스 시절
1997년 12월 8일 프리에이전트로 계약했는데 1998년에는 막판에 5연승을 거두어 8승 6패 평균 자책 3.76을 기록하며 팀의 지구 우승에 공헌했고 디비전 시리즈, 리그 챔피언십 시리즈에는 각각 1경기씩 출전했지만 승패를 기록하지 못했다.
1999년 3승 4패 평균 자책 6.26에 그쳤고 그 해 말 자유 계약 선수가 됐다.

### 휴스턴 애스트로스 & 탬파베이 데블레이스 시절
2000년 1월 6일 휴스턴 애스트로스와 계약했지만 1경기 밖에 출전하지 못한 채 해고되었으며 4월 13일 탬파베이 데블 레이스로 이적했다.
그러나, 이렇다할 성과를 남기지 못한 채 또다시 해고되었으며 6월 11일에 친정 팀인 뉴욕 양키스와 마이너 리그 계약을 맺었다.
7월에 메이저 리그 승격을 했으나 선발 등판은 5경기에 그쳤고 롱릴리프 또는 패전처리 역할이었는데 팀은 지구 우승하며 포스트 시즌의 로스터 진입으로 2경기에 등판했지만 또다시 패전처리 역할이었다.
이와 함께, 친정팀인 뉴욕 메츠와의 월드시리즈에서는 등판 기회가 없었으며 2001년 양키스의 초청 선수로 스프링 훈련에 참가하지만 해고되고 은퇴했다.

## 은퇴 이후
은퇴 후에는 뉴욕 양키스 프런트로 입사했으며 2004년에는 조카인 게리 셰필드, 양키스 팀과 협상하는 중개인 역할을 맡았고 메츠 시절 등번호였던 16번이 영구결번 처리됐다.

## 수상·타이틀 경력
- 1984년 신인왕,최다탈삼진
- 1985년 사이 영 상, 투수부문 3관왕, 최다승,최다탈삼진,최우수방어율
- 1992년 실버슬러거상

## 기록
- 메이저 리그 베이스볼 올스타전 선출 1984~86년, 1988년
- 노히트 노런 1996년 5월 14일

## 연도별 성적
| 년도 | 팀                   | 등번호 | 승  | 패  | 방어율 | 등판 | 선발등판 | 완투 | 완봉 | 홀드 | 세이브 | 투구횟수 | 피안타 | 피홈런 | 사사구 | 탈삼진 | WHIP  |
| ---- | -------------------- | ------ | --- | --- | ------ | ---- | -------- | ---- | ---- | ---- | ------ | -------- | ------ | ------ | ------ | ------ | ----- |
| 1984 | 뉴욕 메츠            | 16     | 17  | 9   | 2.60   | 31   | 31       | 7    | 3    | --   | 0      | 218.0    | 161    | 7      | 73     | 276    | 1.07  |
| 1985 | 뉴욕 메츠            | 16     | 24  | 4   | 1.53   | 35   | 35       | 16   | 8    | --   | 0      | 276.2    | 198    | 13     | 69     | 268    | 0.97  |
| 1986 | 뉴욕 메츠            | 16     | 17  | 6   | 2.84   | 33   | 33       | 12   | 2    | --   | 0      | 250.0    | 197    | 17     | 80     | 200    | 1.11  |
| 1987 | 뉴욕 메츠            | 16     | 15  | 7   | 3.21   | 25   | 25       | 7    | 3    | 0    | 0      | 179.2    | 162    | 11     | 53     | 148    | 1.20  |
| 1988 | 뉴욕 메츠            | 16     | 18  | 9   | 3.19   | 34   | 34       | 10   | 3    | 0    | 0      | 248.1    | 242    | 8      | 57     | 175    | 1.20  |
| 1989 | 뉴욕 메츠            | 16     | 9   | 4   | 2.89   | 19   | 17       | 0    | 0    | 1    | 1      | 118.1    | 93     | 9      | 47     | 101    | 1.18  |
| 1990 | 뉴욕 메츠            | 16     | 19  | 7   | 3.83   | 34   | 34       | 2    | 1    | 0    | 0      | 232.2    | 229    | 10     | 70     | 223    | 1.29  |
| 1991 | 뉴욕 메츠            | 16     | 13  | 7   | 3.60   | 27   | 27       | 3    | 1    | 0    | 0      | 190.0    | 185    | 12     | 56     | 150    | 1.27  |
| 1992 | 뉴욕 메츠            | 16     | 10  | 13  | 3.67   | 31   | 31       | 3    | 0    | 0    | 0      | 206.0    | 197    | 11     | 70     | 145    | 1.30  |
| 1993 | 뉴욕 메츠            | 16     | 12  | 15  | 3.45   | 29   | 29       | 7    | 2    | 0    | 0      | 208.2    | 188    | 16     | 61     | 149    | 1.19  |
| 1994 | 뉴욕 메츠            | 16     | 3   | 4   | 6.31   | 7    | 7        | 0    | 0    | 0    | 0      | 41.1     | 46     | 9      | 15     | 40     | 1.476 |
| 1996 | 뉴욕 양키스          | 11     | 11  | 7   | 5.01   | 29   | 29       | 1    | 1    | 0    | 0      | 170.2    | 169    | 19     | 88     | 126    | 1.51  |
| 1997 | 뉴욕 양키스          | 11     | 9   | 5   | 4.91   | 20   | 19       | 0    | 0    | 0    | 0      | 106.1    | 116    | 14     | 53     | 66     | 1.59  |
| 1998 | 클리블랜드 인디언스  | 16     | 8   | 6   | 3.76   | 23   | 23       | 0    | 0    | 0    | 0      | 134.0    | 135    | 13     | 51     | 83     | 1.39  |
| 1999 | 클리블랜드 인디언스  | 16     | 3   | 4   | 6.26   | 26   | 22       | 0    | 0    | 0    | 0      | 115.0    | 127    | 18     | 67     | 88     | 1.69  |
| 2000 | 휴스턴 애스트로스    | 16     | 0   | 0   | 9.00   | 1    | 1        | 0    | 0    | 0    | 0      | 4.0      | 6      | 1      | 3      | 1      | 2.25  |
| 2000 | 탬파베이 데블 레이스 | 16     | 2   | 3   | 6.63   | 8    | 8        | 0    | 0    | 0    | 0      | 36.2     | 47     | 14     | 20     | 23     | 1.83  |
| 2000 | 뉴욕 양키스          | 17     | 4   | 2   | 3.36   | 18   | 5        | 0    | 0    | 2    | 2      | 64.1     | 66     | 8      | 21     | 31     | 1.35  |
| 2000 | 통산                 |        | 6   | 5   | 4.71   | 27   | 14       | 0    | 0    | 2    | 2      | 105.0    | 119    | 23     | 44     | 55     | 1.55  |
| 16년 | 16년                 | 16년   | 194 | 112 | 3.51   | 430  | 410      | 68   | 24   | 3    | 3      | 2800.2   | 2564   | 210    | 954    | 2293   | 1.26  |

## 같이 보기
- 트리플 크라운 (야구)